# Hypogastrura monticola
Hypogastrura monticola är en urinsektsart som beskrevs av Stach 1946. Hypogastrura monticola ingår i släktet Hypogastrura och familjen Hypogastruridae. Inga underarter finns listade i Catalogue of Life.